# Salvatore Maresca (calciatore)
Salvatore Maresca (Torre Annunziata, 1º gennaio 1908 – Sant'Agnello, 23 novembre 1979) è stato un calciatore italiano.

## Carriera
Giocò nel Savoia di Torre Annunziata nel 1923 in massima serie, dove segnò una rete nell'unica gara disputata. Fu campione dell'Italia Centromeridionale e vicecampione d'Italia. Nel 1925 passò allo Stabia dove giocò ancora in Prima Divisione. Nel 1926 ritornò al Savoia in Seconda Divisione dove in 7 presenze mise a segno 11 reti risultando il capocannoniere del club e dando un pesante contributo alla promozione in Prima Divisione. In quest'ultimo campionato colleziona 2 presenze segnando altrettanti gol, di cui uno siglato contro la Fiorentina. Nel 1929 passa alla Nocerina per poi chiudere ancora nel Savoia nel 1931.

## Statistiche

### Presenze e reti nei club
| Stagione        | Squadra         | Campionato      | Campionato | Campionato | Coppe nazionali | Coppe nazionali | Coppe nazionali | Altre coppe | Altre coppe | Altre coppe | Totale | Totale |
| Stagione        | Squadra         | Comp            | Pres       | Reti       | Comp            | Pres            | Reti            | Comp        | Pres        | Reti        | Pres   | Reti   |
| --------------- | --------------- | --------------- | ---------- | ---------- | --------------- | --------------- | --------------- | ----------- | ----------- | ----------- | ------ | ------ |
| 1923-1924       | Savoia          | PD              | 1          | 1          |                 |                 |                 |             |             |             | 1      | 1      |
| 1925-1926       | Stabia          | PD              | 1+         | 0+         |                 |                 |                 |             |             |             | 1+     | 0+     |
| 1926-1927       | Savoia          | SD              | 7          | 11         | CI              | 0               | 0               |             |             |             | 7      | 11     |
| 1927-1928       | Savoia          | PD              | 2+         | 2+         |                 |                 |                 |             |             |             | 2+     | 2+     |
| 1929-1930       | Nocerina        | PD              | ?          | ?          |                 |                 |                 |             |             |             | ?      | ?      |
| 1930-1931       | Savoia          | PD              | 3          | 1          |                 |                 |                 |             |             |             | 3      | 1      |
| Totale Savoia   | Totale Savoia   | Totale Savoia   | 13+        | 15+        |                 | 0               | 0               |             |             |             | 13+    | 15+    |
| Totale Carriera | Totale Carriera | Totale Carriera | 14+        | 15+        |                 | 0               | 0               |             |             |             | 14+    | 15+    |

## Palmarès

### Club

#### Competizioni nazionali
- Campione dell'Italia Centro Meridionale: 1

Savoia: 1923-1924

#### Competizioni regionali
- Campione Campano: 1

Savoia: 1923-1924